# Humentraktaten
 Humentraktaten (kinesisk: 虎门条约, pinyin: Hǔmén Tiáoyuē) blev indgået den 8. oktober 1843 mellem Qing-Kina og Storbritannien og var en tillægsaftale til Nankingaftalen af 1842.
Den fastlagde toldtarifferne for forskellige handelsvarer som te, silke, bomuld, uldvarer, metaller, elfenben og alkoholiske drikke. Desuden indeholdt den en såkaldt mestbegunstigelsesklausul, som tilsagde, et enhver rettighed, som Kina måtte indrømme en tredjepartsnation, automatisk også skulle gælde for briterne. Britiske borgere blev også undtagne fra det kinesiske retsapparats myndighedsområde.
Aftalen blev indgået ved Humen ved Perleflodens udløb i provinsen Guangdong. På engelsk kaldes den Treaty of the Bogue (Bogue er en forvanskning af portugisernes brug af den latinske oversættelse af stednavnet Humen, Bocca Tigris, = "Tigerporten", "Tigermunnen").